# Нью-Лондон (Вісконсин)
Нью-Лондон (англ. New London) — місто (англ. city) в США, в округах Вопака і Автаґемі штату Вісконсин. Населення — 7348 осіб (2020).

## Географія
Нью-Лондон розташований за координатами 44°23′45″ пн. ш. 88°44′19″ зх. д. / 44.39583° пн. ш. 88.73861° зх. д. (44.395910, -88.738610).  За даними Бюро перепису населення США в 2010 році місто мало площу 14,95 км², з яких 14,37 км² — суходіл та 0,59 км² — водойми.

## Демографія
Згідно з переписом 2010 року, у місті мешкало 7295 осіб у 3038 домогосподарствах у складі 1903 родин. Густота населення становила 488 осіб/км².  Було 3310 помешкань (221/км²).
Расовий склад населення:
| - 93,2 % — білих - 0,9 % — азіатів - 0,7 % — корінних американців - 0,2 % — чорних або афроамериканців - 3,8 % — осіб інших рас |

До двох чи більше рас належало 1,3 %. Частка іспаномовних становила 6,9 % від усіх жителів.
За віковим діапазоном населення розподілялося таким чином: 25,7 % — особи молодші 18 років, 58,6 % — особи у віці 18—64 років, 15,7 % — особи у віці 65 років та старші. Медіана віку мешканця становила 37,4 року. На 100 осіб жіночої статі у місті припадало 97,5 чоловіків;  на 100 жінок у віці від 18 років та старших — 90,6 чоловіків також старших 18 років.
Середній дохід на одне домашнє господарство  становив 50 953 долари США (медіана — 44 977), а середній дохід на одну сім'ю — 62 192 долари (медіана — 54 964). Медіана доходів становила 48 583 долари для чоловіків та 31 890 доларів для жінок. За межею бідності перебувало 16,0 % осіб, у тому числі 21,4 % дітей у віці до 18 років та 12,2 % осіб у віці 65 років та старших.
Цивільне працевлаштоване населення становило 3406 осіб. Основні галузі зайнятості: виробництво — 36,9 %, освіта, охорона здоров'я та соціальна допомога — 19,4 %, мистецтво, розваги та відпочинок — 8,1 %, роздрібна торгівля — 6,8 %.